# Comparateur de prix alimentaire
 (mai 2013).
Un comparateur de prix alimentaire est un site web comparant les prix des produits de consommation courante vendus dans des établissements de vente au détail ou sur Internet.
Ces sites web permettent aux internautes de trouver facilement les prix des produits les moins chers de leur entourage. Certains comparateurs sont communautaires: les prix et les produits sont renseignés par les internautes. Il existe aussi des applications mobiles scannant les codes barres de produit et permettant de comparer les prix avec les autres enseignes aux alentours.
Fin 2014, le comparateur institutionnel barometredesprix.ch cesse d'être financé par l'état suisse, en raison d'un faible nombre de visites. Il avait montré que les prix au détail en Suisse sont systématiquement 30% plus cher qu'en dehors des frontières de la fédération, sans doute en raison du plus fort pouvoir d'achat de certains helvètes, plutôt que de contraintes douanières.